# Немачка подморница У-29
Подморница У-29 је била Немачка подморница типа VIIА и коришћена је у Другом светском рату. Подморница је изграђена 16. новембар 1936. године и служила је у 2. подморничкој флотили (16. новембар 1936 — 31. август 1939) - борбени брод, 2. подморничкој флотили (1. септембар 1939 — 31. децембар 1939) - борбени брод, 2. подморничкој флотили (1. јануар 1940 — 1. јануар 1941) - борбени брод, 24. подморничкој флотили (2. јануар 1941 — 30. јун 1942) - тренажни брод, 24. подморничкој флотили (1. новембар 1942 — 31. август 1943) - тренажни брод, 23. подморничкој флотили (1. септембар 1943 — 30. новембар 1943) - тренажни брод, и 21. подморничкој флотили (1. децембар 1943 — 17. март 1944) - школски брод.

## Служба
Због могућности почетка рата са Уједињеним Краљевством и Француском, наком немачког напада на Пољску, који је био планиран за 1. септембар 1939. године, подморница У-29, полази 19. августа 1939. године из базе Вилхелмсхафен, и одлази на унапред одређен положај. У 12:15 сати, 8. септембра, незаштићени британски танкер  (заповедник Вилијам Робертс), на коме се налазило 10.600 тона моторног шпиритуса и 3.400 тона дизела, био је заустављен од У-29, са четири топовска пројектила испаљена испед његове крме, на око 250 наутичких миља западно-југозападно од Кеип Клера. Свега 30 минута касније, након што је посада напустила брод, Regent Tiger је погођен у предњи део једним торпедом, услед чега настаје пожар. Танкер остаје на води, али 10. септембра тоне. Заповедника, 40 чланова посаде и 3 путника, сакупља након пар сати, белгијски трговачки брод , који је ухватио позив за помоћ са танкера, и искрцава их 11. септембра у Ремсгеит. Дана, 12. септембра, У-29 проналази један напуштен чамац за спасавање са танкера Regent Tiger, и из њега узима намернице и друге важне ствари.
У 15:30 сати, 13. септембра 1939. године, подморница У-29 покушава да заустави британски реморкер Neptunia (заповедник Џосеф Кардри), југозападно од Ирске, једним топовским пројектилом испед његове крме, али реморкер није стао, и отпочео је са радио емитовање. Подморница наставља паљбу, и након првог поготка, посада реморкера почиње да напуста брод. Када су два испаљена торпеда експлодирала пре него што су стигла до реморкера, У-29 поново отвара ватру из свог топа, и реморкер убрзо тоне.
Сутрадан, 14. септембра 1939. године, незаштићени британски танкер  (заповедник Ингерсол Хол МекМајкл), који је превозио 12.000 тона дизела и лож уља, био је заустављен од У-29, на око 180 наутичких миља југозападно од Кеип Клера, и посади је наређено да напусти брод. У-14:15 сати, танкер је торпедован, и касније је потопљен топовском ватром. Са подморнице тада испаљују ракете, како би привукли пажњу спасиоцима, и заустављају норвешки трговачки брод  (заповедник Антон Закариасен), који је био на путу из Ливерпула ка Сједињеним Америчким Државама, и упућују га ка месту где су се налазили чамци за спасавање са британским бродоломницима. Заповедника и 41. члана посаде са танкера British Influence, сакупља норвешки брод, и 15. септембра их пребацује код Олд Хед оф Кинсејла на један спасилачки брод, који их искрцава у луку Кинсејл.
Следећег дана, норвешки трговачки брод Ida Bakke, спасава преживеле са британског танкера Cheyenne, који је био потопљен од подморнице У-53.
Дана, 17. септембра 1939. године, британски носач авиона Кореџес, био је у против-подморничкој патроли, на око 350 наутичких миља западно од Лендс Енда, заједно са разарачима HMS Inglefield (D 02), HMS Ivanhoe (D 16), HMS Impulsive (D 11) и HMS Intrepid (D 10). У 14:45 сати, група хвата радио позив за помоћ, са британског трговачког брода Kafiristan, који је био нападнут од подморнице У-53, на око 350 наутичких миља западно од Кеип Клера. Разарачи HMS Inglefield (D 02) и HMS Intrepid (D 10) су одмах послати ка британском трговачком брод, а са носача авиона су узлетела четири авиона Фери Сордфиш, од којих ће један од њих, у 17:00 сати, присилити митраљеском ватром подморницу У-53, да заронио. Око 18:00 сати, подморница У-29 уочава групу у којој се налазио носача авиона Кореџес, и отпочиње са хајком, мада није имала прилике да стекне повољан положај за напад све док се носач није окренуо како би могао да прихвати 4 Свордфиша, који су се враћали из потраге за подморницом У-53. Он је сада пловио брзином од 18 чвора ка подморници У-29, која је извршила напад свега 5 минута након што је и последњи авион слатео. У 19:50 сати, У 29 испаљује 4 торпеда ка носачу Кореџес, и погађа га са два од њих у леви бок иза командног моста. Носач авиона се готово одмах наваљује на леву страну и тоне у року од 17 минута, на око 190 наутичких миља југозападно од Дарси Хеда, Ирска. Командант, 17 официр и 571 осталих чланова посаде су погинули, укључујући и 36 припадника РАФ-а. Такође сви авиони Сфордфиш из 811. и 822. ескадриле су потонули заједно са бродом.
Док је разарач HMS Ivanhoe (D 16) нападао подморницу У-29 дубинским бомбама, разарач HMS Impulsive (D 11) отпочиње да спасава бродоломнике, а убрзо му се придружују, амерички трговачки брод Collingsworth, британски трговачки брод Dido и холандски путнички брод Veendam, који спуштају 14 чамца за спасавање. Поред бродоломника, спашен је и бродски дневник рада. Посао спашавања био је доста отежан због велике количине нафте, која је исцурела из танкова носача авиона. Убрзо се разарачи HMS Kempenfelt (I 18) и HMS Echo (H 23) прикључују разарачу HMS Ivanhoe (D 16) у лову на подморницу, заједно са разарчем HMS Intrepid (D 10), који је завршио са спасавањем, али У-29 упесева да побегне током ноћи. Такође пристижу и лаке крстарице HMS Caradoc (D 60) и HMS Ceres (D 59), заједно са разарачем HMS Kelly (F 01), али крстарице убрзо добијају наређење да се удаље. Британски трговачки брод Dido, успео је да сакупи из воде 23 официра и 195 осталих чланова посада, и био је ескортован до Ливерпула од разарача HMS Intrepid (D 10). Преживели који су сакупљени од неутралних бродова, били су пребачени на разараче HMS Inglefield (D 02) и HMS Kelly (F 01), и искрцани су 18. септембра у Давенпорт.
Након губитка носач авиона Кореџес, и неуспешног напада подморнице У-39 на носач Арк Ројал, три дана раније, британски носачи авиона су повучени из против-подморничких патрола. Подморница У-29 упловљава 26. септембра 1939. године у базу Вилхелмсхафен, где је њен заповедник, Ото Шуарт, још истог дана одликован Гвозденим крстовима првог и друго реда. У том моменту, подморница У-29 је била једна од најуспешнијих немачких подморница у Дргом светском рату, и до краја рата је остала једна од две немачке подморнице, које су успеле да потопе флотни носач авиона. На следеће своје патролирање, У-29 полази из базе Вилхелмсхафен, 14. новембра 1939. године, али након 33 дана безуспешног патролирања, она се враћа 16. децембра у Вилхелмсхафен. Скоро два месеца касније, 6. фебруара 1940. године, подморница У-29 полази на ново патролирање.
Дана, 3. марта 1940. године, британски тговачки брод Cato (заповедник Риџард Мартин) удара у једну мину, положену 2. марта од У-29, и тоне на око 2,5 наутичке миље од Неш Пинта у Бристолски канал|Бристолском каналу. Заповедник, 10 члана посаде и 2 стражара су погинули. Преостала 2 члана посаде, били су спашени од британског наоружаног рибарског брода HMS Akita (FY 610).
Убрзо након поноћи, 4. марта, француски трговачки брод S.N.A. 1 (2.679 тона), који је пловио из Ардосана ка Руану, судара се са британским трговачкимм бродом Thurston, и тоне на око 60 наутичких миља јужно од Милфорд Хевна. Британски брод спасава 31. члана посаде француског брода, и наставља даље. У 05:23 сати, незаштићени британски трговачки брод  (заповедник Вилијем Кер Фортн) је погођен једним торпедом од У-29, и тоне у року од једног минута, на око 32 наутичке миље северно од Тревос Хеда. Заповедник, 33 члана посаде и 30 спашених чланова посаде француског брода S.N.A. 1, су погинули. Три члана посаде је спасио британски трговачки брод , и искрцао их у Кардиф, док је јединог преживелог члана посаде француског брода, спасио један рибарски брод, након 11 сати проведених у мору.
Истог дана, 4. марта у 12:08 сати, подморница У-29 испаљује по једно торпедо на два брода, која су пловила у саставу конвоја HX-19, и јаваља да је погођен британски трговачки брод Pacific Reliance, а једна мања детонација се убрзо чула у близуни (XB-Dienst, која је била задужена за дешифровање порука, известила је, да је потопљен трговачки брод San Florentino, али у стварности он није био погођен). Торпедовани брод је прво стао, и посада се припремила да спусти чамце за спасавањ, међутим, они се враћају на брод и настављају даље. Подморница испаљује у 12:39 сати ново торпедо, које промашује брод. Међутим, убрзо се брод прелама на два дела и полако тоне, северно од Лендс Енда. Заповедника, комодора Р. П. Гелера, команданта конвоја HX-19, 4 припадника морнаричког штаба и 47 чланова посаде, спасава британски трговачки брод , и искрцава их у Њулин, Корнвол.
Дана, 12. марта 1940. године, подморница У-29 упловљава након 36 дана патролирања у базу Вилхелмсхафен. Четири дана касније, 16. марта, југословенски брод , који је превозио угаљ и кокс, ударио је у једну мину, положену 2. марта од У-29, и тоне на око 5 наутичких миља југозападно од Неш Поинта у Бристолском каналу. Један члан југословенског брода је погинуо. Подморница У-29 напуста 17. априла базу Вилхелмсхафен, и 23. априла, упловљава у Трондхајм, Норвешка, одакле испловљава 27. априла, и враћа се 4. маја у Вилхелмсхафен. На своје ново патрилрање, У-29 полази из базе Вилхелмсхафен, 27. маја 1940. године.
У 15:30 сати, 26. јуна, незаштићени грчки трговачки брод  је заустављен једним топовским пројектилом код Кеип Фаинистера, испаљеног са подморнице У-29 испед крме брода. Чим је посада напустила брод у два чамца за спасавање, подморница топовском ватром потапа брод.
Дана, 1. јула 1940. године, у 19:17 сати, незаштићени грчки трговачки брод Adamastos, је био заустављен од У-29, југозападно од Ирске. Чим је посада напустила брод, подморница У-29 отвара ватру из свог топа на палуби, и потапа грчки брод.
Сутрадан, 2. јула у 11:25 сати, незаштићени панамски трговачки брод  је заустављен од У-29, а затим је потопљен топовском ватром у 13:34 сати, пошто је утврђено да је брод био у британском закупу, са југословенском посадом. Тројицу од 21 бродоломника сакупља британски трговачки брод King John, али они су погинули када је овај брод потопљен од немачке помоћне крстарице Видер, 13. јула 1940. године.
Истог дана, 2. јула, у 23:52 сати, британски танкер  (заповедник Хју Робертс), који је дан раније одлутао од конвоја OB-176, био је погођен по средини брода једним торпедом, испаљеног са У-29, на око 350 наутичких миља северозападно од Кеип Фаинистера. У 02:10 сати, 3. јула, испаљено је још једно торпедо, које проузрокује заустављање танкера. Немци затим испаљују још једно торпедо које погађа танкер испред моста, и он тоне у року од 15 минута. Заповедника и 41 члана посаде, спасава британски слуп HMS Sandwich (L 12), и искрцава их у Гринок. Подморница У-29 упловљава 11. јула у базу Вилхелмсхафен, где остаје до 2. септембра, када креће ка Бергену, Норвешка, где стиже 5. септембра. Из Бергена, У-29 полази на ново патролирање 11. септембра 1940. године.
У 14:02 сати, 25. септембра 1940. године, британски трговачки брод  (заповедник Џон Фолкнер Вебстер), који се изгубио од конвоја OB-217, био је погођен једним торпедом са У-29, на око 366 наутичких миља, западно од Ахил Хеда. У 16:00 сати, брод је погођен још једним торпедом, по средини, али остаје на води још два дана, пре него што је потонуо. Двадесет чланова посаде и 9 путника су погинула. Заповедник, 41 члан посаде, и преосталих 22 путника, сакупљени су од британског разарача HMCS Ottawa (H 60), који их искрцава 27. септембра у Гринок. Подморница У-29, након 21 дана патролирања упловљава у базу Лорјан, Француска, из које ће кренути на своје следеће патролирање 26. октобра 1940. године. Наком 39 дана безуспешног патролирања, У-29 упловљава 3. децембра у Вилхелмсхафен. Дана, 2. јануара 1941. године, подморница У-29 је уврштена у 24. флотилу као тренажни брод. До 17. априла 1944. године, У-29 је коришћена као тренажни и школски брод, а затим, до краја рата у својству брода мете. Пред сам крај рата, 4. маја 1945. године, У-29 је потопљена од немаца, како не би пала савезницима у руке.

## Команданти
- Хајнц Фишер - 16. новембар 1936 — 31. октобар 1938.
- Георг-Хајнц Михел - 1. новембар 1938 — 3. април 1939.
- Ото Шуарт - 4. април 1939 — 2. јануар 1941. (Витешки крст)
- Георг Ласен - 3. јануар 1941 — 14. септембар 1941. (Витешки крст)
- Хајнрих Хазеншар - 15. септембар 1941 — 5. мај 1942.
- Карл-Хајнц Марбах - 6. мај 1942 — 30. јун 1942. (Витешки крст)
- Рудолф Цорн - 15. новембар 1942 — 20. август 1943.
- Едуард Ауст - 21. август 1943 — 2. новембар 1943.
- Граф Улрих-Филип фон унд цу Арко Цинеберг - 3. новембар 1943 — 17. април 1944.

## Бродови
| Име брода | Држава                | Тежина      | Година изградње | Датум напада        | Напомена |
|           | Уједињено Краљевство  | 10.176 тона | 1938.           | 8. септембар 1939.  | Потопљен |
|           | Уједињено Краљевство  | 798 тона    | 1938.           | 13. септембар 1939. | Потопљен |
|           | Уједињено Краљевство  | 8.431 тона  | 1939.           | 14. септембар 1939. | Потопљен |
|           | Уједињено Краљевство  | 22.500 тона | 1916.           | 17. септембар 1939. | Потопљен |
|           | Уједињено Краљевство  | 710 тона    | 1914.           | 3. март 1940.       | Потопљен |
|           | Уједињено Краљевство  | 6.717 тона  | 1927.           | 4. март 1940.       | Потопљен |
|           | Уједињено Краљевство  | 3.072 тона  | 1918.           | 4. март 1940.       | Потопљен |
|           | Краљевина Југославија | 4.512 тона  | 1911.           | 16. март 1940.      | Потопљен |
|           | Краљевина Грчка       | 5.254 тона  | 1911.           | 26. јун 1940.       | Потопљен |
|           | Краљевина Грчка       | 7.466 тона  | 1919.           | 1. јул 1940.        | Потопљен |
|           | Уједињено Краљевство  | 8.999 тона  | 1930.           | 2. јул 1940.        | Потопљен |
|           | Панама                | 4.919 тона  | 1928.           | 2. јул 1940.        | Потопљен |
|           | Уједињено Краљевство  | 6.223 тона  | 1924.           | 25. септембар 1940. | Потопљен |
| --------- | --------------------- | ----------- | --------------- | ------------------- | -------- |